# صمغ عربي

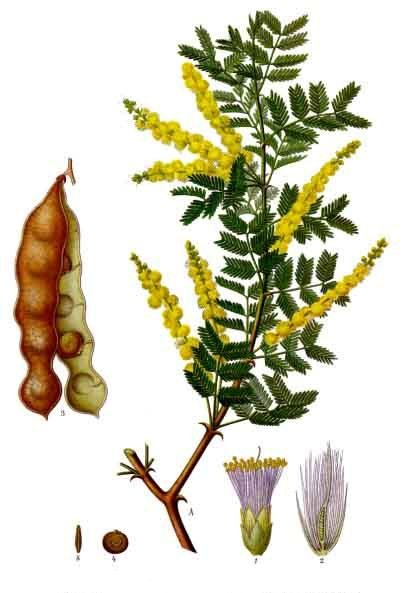
The Acacia senegal, pictured in a medicinal handbook: Franz Eugen Köhler, Köhler's Medizinal-Pflanzen (1887)

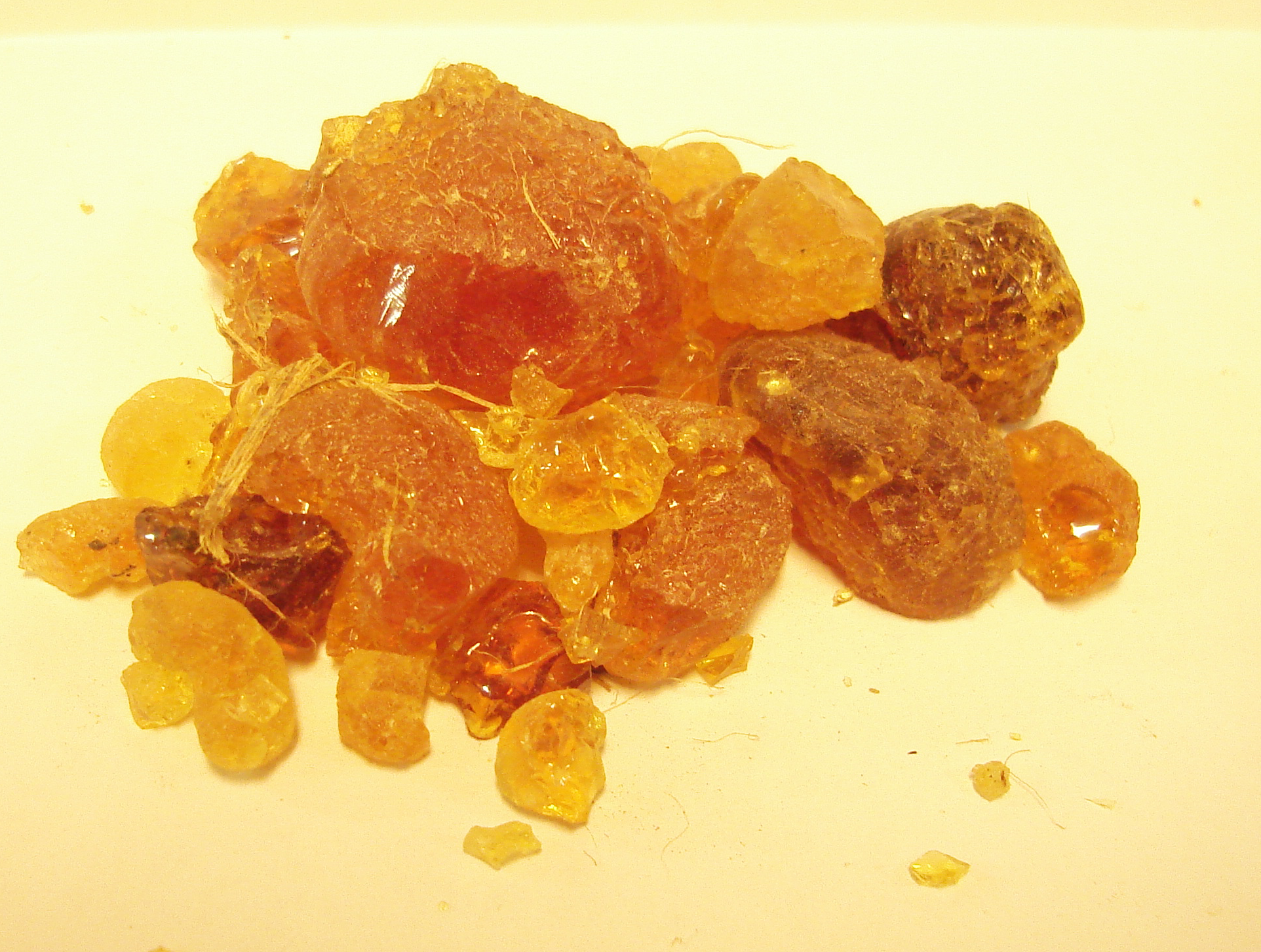
صمغ الأكاسيا (Acacia gum)

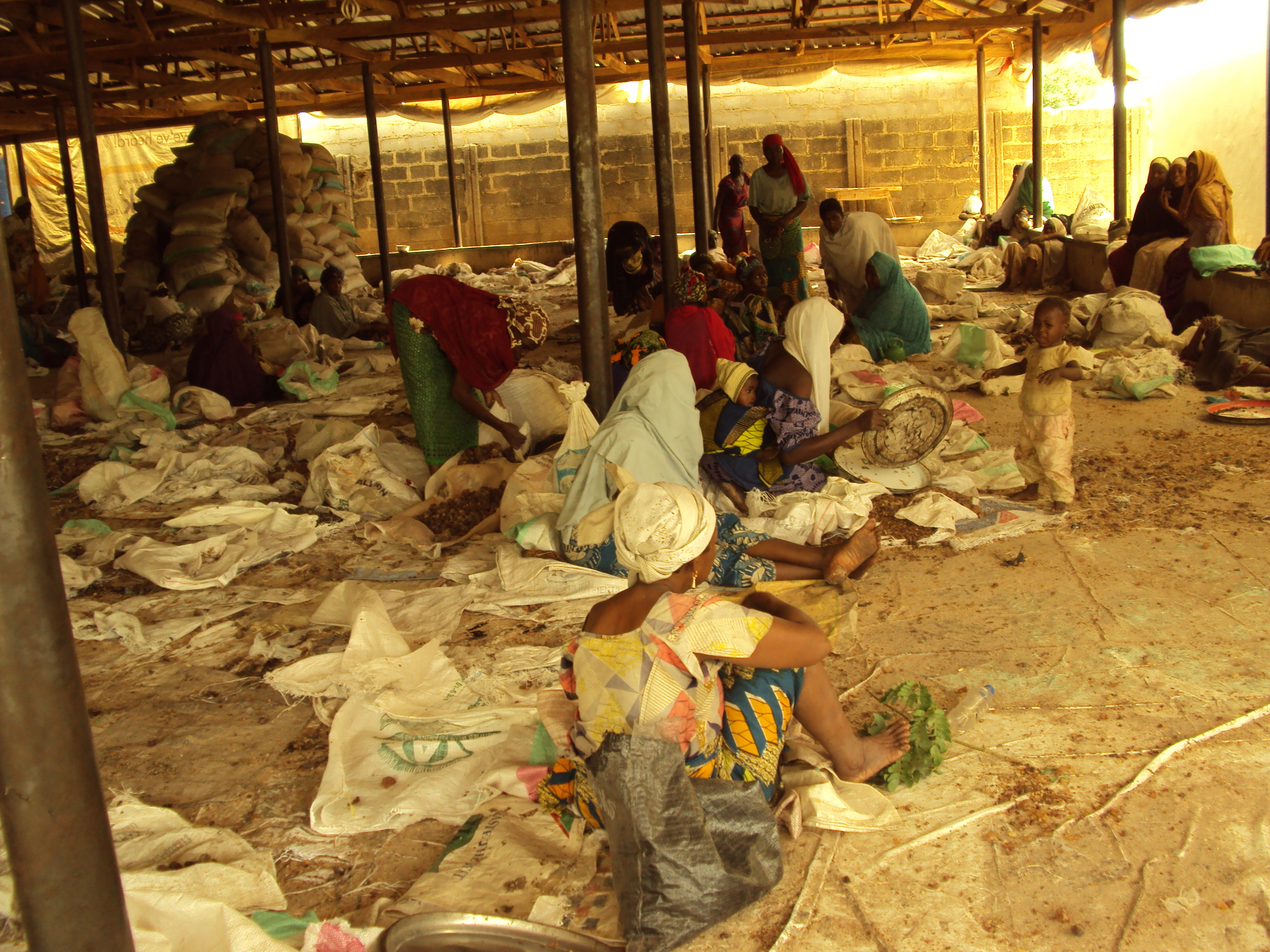
استخراجه يدويا في كانو نيجيريا

الصمغ العربي المعروف أيضًا باسم صمغ الأكاسيا أو صمغ السنط هو صمغ طبيعي يتكون في الأصل من عصارة صلبة من نوعين من أشجار الأكاسيا وهما: الهشاب السوداني وهو من افضل الانواع والسنط السنغالي والسنط السيال. يتم حصاد الصمغ تجارياً من الأشجار البرية والتي يقع معظمها في السودان كما ان السودان ينتج (80٪) من انتاج العالم فيما تنتج باقي دول العالم (20٪) وفي جميع أنحاء منطقة الساحل من السنغال إلى الصومال. استخدم اسم الصمغ العربي في الشرق الأوسط على الأقل منذ القرن التاسع. وجد الصمغ العربي طريقه لأول مرة إلى أوروبا عبر الموانئ العربية بعد ان يأتي من السودان (مع العلم انه لا توجد دوله عربية تنتجه) لذلك احتفظ باسمه.
الصمغ العربي ذو لون متغير بين الابيض والأصفر والبني، لا رائحة له، يذوب في الماء الحار، يكون خيوطا لزجة طعمها حامض خفيف ولا تذوب بالكحول. تتكون من ل-ارابينوزه د-جالاكتوزه ل-راهمنوزه ود-جلوكورونحامض بنسبة 3:3:1:1L-Arabinose, D-Galactose, L-Rhamnose und D-Glucuronsäure.
الصمغ العربي هو خليط من بروتين سكري وسكريات متعددة. وهو مصدر لسكريات أرابينوز والريبوز، وكلاهما تم اكتشافه لأول مرة وفصله من الصمغ العربي، وتمت تسميتهما به.

## السودان

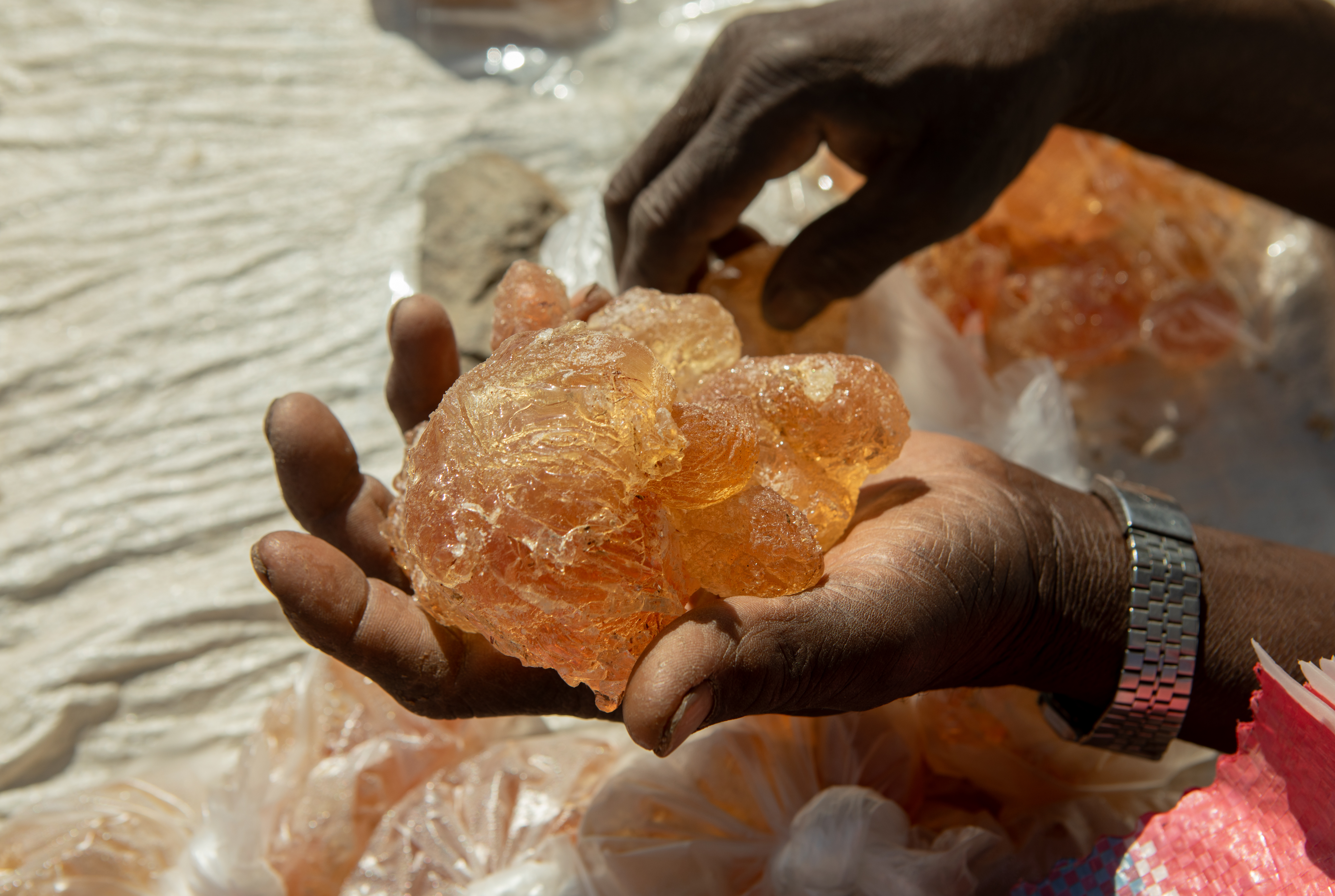
الصمغ السوداني

يعتبر السودان المصدر الأكبر عالمياً للصمغ العربي بإنتاجيته التي تجاوزت 80 % من الإنتاج العالمي للصمغ منذ خمسينيات وحتى تسعينيات القرن الماضي، ورغم أن إنتاجه اليوم لا يزيد عن 50 %  من الإنتاج العالمي لا يزال السودان المصدر الأكبر لهذا المنتج، ويعتمد مئات الآلاف من السودانيين على الصمغ كمصدر رئيسي للكسب وتسيطر الحكومة على تجارته.
وساهمت هجمات 11 سبتمبر في إبراز الصمغ في دائرة الضوء حيث نشأت أسطورة حضرية في الغرب تفيد بأن أسامة بن لادن هو المسيطر الفعلي على تجارة الصمغ في العالم عبر الحكومة السودانية ونادى بعض السياسيين بضرورة مقاطعة الصمغ العربي .
، وعلى الجانب الآخر هدّد السفير السوداني في الولايات المتحدة جون يوك لوث في مؤتمر صحفي عقد في واشنطن يوم 30 مايو 2007 م بحرمان الغرب من الصمغ العربي إذا ما استمر في فرض عقوبات على السودان، وقد ظهر السفير جون يوك لوث أثناء الموتمر محاطاً بمنتجات الكوكاكولا والعديد من منتجات الصودا الأخرى التي تعتمد بشكل كلي على الصمغ العربي في منتجاتها وقد صرح قائلاً : يمكننا إيقاف الصمغ وعندها سوف نفقد جميعاً هذا، وأشار لمنتجات الكولا.

## الاستخدام
- ويستخدم الصمغ العربي في المقام الأول في الصناعات الغذائية
- الاستخدام الصيدلاني: يُستخدم كعامل مستحلب ومعلق ومثبت في المستحلبات وعامل رابط في المضغوطات وعامل رافع للزوجة. يستخدم غالباً في الأشكال الصيدلانية الفموية والأشكال ذات التطبيق الوضعي كعامل معلق أو مستحلب، وغالباً ما يكون ذلك بالمشاركة مع صمغ الكثيراء كما يُستخدم في تحضير الحبوب lozenges والحبيبات pastilles وكعامل رابط في المضغوطات بالرغم من أن استخدامه غير الدقيق يقود إلى الحصول على مضغوطات ذات زمن تفتت أطول من المطلوب. كما يستخدم الصمغ العربي في صناعة مستحضرات التجميل وصناعة الحلويات والمنتجات الغذائية الأخرى.

- كما يستخدم كمثبت كيميائي. الصمغ العربي هو عنصر أساسي تقليدي في الطباعة الحجرية.
- ويستخدم في طباعة وإنتاج الطلاء، والغراء، ومستحضرات التجميل والتطبيقات الصناعية المختلفة.
- وذلك للزوجة في صناعة الحبر والصناعات النسيجية، يقوم بهذه الأدوار بأقل تكلفة للمواد.
- يستعمل في المواد الغذائية والمشروبات كمحلي كما يستخدم في الأدوية.
- يستعمل أيضا في صناعة الألوان كرابط وكذلك مع الورق كمغلف ويستعمله الرسامون لخلط الألوان.
- يستخدم في حالات الفشل الكلوي مع غسيل الكلى كمحلل اصطفاء.
- يستخدم في صناعة ملمعات الأحذية.
- يستعمل كمادة لاصقة في الطوابع البريدية.[11]

### التأثير على صحة الجسم
رغم أن الصمغ العربي يُعد مادة غير سامة إلا أنه سُجل عدد محدود من حالات فرط التحسس لهذه المادة وذلك بعد استنشاقه أو تناوله.
وقد أدى وجوده في المستحضرات الزرقية إلى حدوث تفاعلات تأقية شديدة ولذلك لم يعد يُستخدم في هذا المجال.
لم تحدد منظمة الصحة العالمية المقدار المسموح به يومياً كمادة مضافة للأغذية حيث أن الكميات الضرورية منه لتحقيق الغرض المطلوب لا تمثل أي خطورة -عموما- على صحة الإنسان:
		LD50 (rubbit,oral) = 8,0 g/kg

### سلامة الاستعمال
تختلف الاحتياطات المتبعة أثناء التعامل مع المادة باختلاف الكمية وظروف التعامل معها. وقد يسبب تهيجا للعين والجلد وإذا تم استنشاقه فإنه يخرش الجهاز التنفسي ولذلك يوصى باستعمال القفازات والكمامة الواقية من الغبار المتناثر وحماية الأعين.
التنافرات:
إن الأكاسيـا تتنافـر مـع عـدد من المواد المتضمنة – أميدوبيرين – كريزول – إيتانول 95% - المورفين – الفيتول – فيسوستغمين – التيمول والفانيلين .

## التركيب
Arabinogalactan هو بوليمر حيوي يتكون من السكريات الأحادية أرابينوز والجالاكتوز. وهو مكون رئيسي في العديد من صمغ النبات ، بما في ذلك الصمغ العربي. 8-5 'حمض الديفيروليك غير الحلقي تم تحديده على أنه مرتبط تساهميًا بأجزاء الكربوهيدرات من جزء بروتين أرابينوجالاكتان.

## علم العقاقير
يبطئ الصمغ العربي من معدل امتصاص بعض الأدوية، بما في ذلك الأموكسيسيلين، من القناة الهضمية.